# Huyết nhung trung
Huyết nhung trung hay hồng nhung nam (danh pháp: Renanthera annamensis) là một loài thực vật có hoa trong họ Lan. Loài này được Rolfe mô tả khoa học đầu tiên năm 1907.